# Ксантипп (сын Арифрона)
Ксантипп (др.-греч. Ξάνθιππος, ок. 526 года до н. э. — ок. 472 года до н. э.) — афинский политик и военачальник, отец знаменитого государственного деятеля Перикла.
В молодости возглавил партию Алкмеонидов, которая противостояла амбициям Фемистокла. Их противоборство на политической арене завершилось остракизмом Ксантиппа в 484 году до н. э. Ссылка Ксантиппа закончилась досрочно, когда на фоне вторжения персов в Грецию всем изгнанникам разрешили вернуться в город. После битвы при Саламине 480 года до н. э. Ксантипп возглавил афинский флот. В качестве главнокомандующего одержал крупные победы при Микале и Сесте, которые привели к освобождению ионийских греков из-под власти персов.

## Происхождение. Ранние годы
По мужской линии Ксантипп происходил из знатного жреческого рода Бузигов. Один из предков Ксантиппа Арифрон, по всей видимости прадед, был близок к тирану Афин Писистрату. Отец Ксантиппа, также Арифрон, был пританом (старостой) одной из навкрарий, то есть военных округов Аттики. По одной из гипотез, мать Ксантиппа, сестра видных политиков Клисфена и Гиппократа, происходила из знаменитого рода Алкмеонидов.
Ксантипп родился около 526 года до н. э. Резиденцией рода и наиболее вероятным местом рождения Ксантиппа был Холарг, впоследствии одноимённый дем городской триттии филы Акамантида в долине Кефиса, располагавшийся к северо-западу от Афин. По свидетельству Гимерия, один из отрывков сочинений Анакреонта, придворного поэта афинского тирана Гиппарха, содержал фразу: «Был рад обратиться к великому Ксантиппу». На этом основании в различных источниках делают самые разнообразные предположения: от проживания маленького Ксантиппа при дворе тирана до любовной связи с Анакреонтом. В 514 году до н. э., после неудавшегося заговора Гармодия и Аристогитона по свержению тирании, Алкмеонидов, которые, по всей видимости, были причастны к покушению на тиранов Гиппия и Гиппарха, изгнали из Афин. Вместе с ними в ссылку отправились и Бузиги, в том числе и подросток Ксантипп. Брак Гиппократа с дочерью тирана Гиппия был расторгнут. После этого Гиппократ женился на своей племяннице, сестре Ксантиппа. От этого брака родился мальчик, которого назвали Ксантиппом, в будущем архонт Афин 479—478 годов до н. э.

## Возвращение в Афины. Военная и политическая карьера до изгнания
Алкмеониды вернулись в Аттику в 510 году до н. э. Ведущую роль в городе стал играть родственник Ксантиппа Клисфен. Первое известное из античных источников событие из жизни Ксантиппа относится к обстоятельствам заключения им брака. Предположительно в 496 году до н. э. Ксантипп взял в жёны племянницу Клисфена, дочь Гиппократа Агаристу. От этого брака родились Арифрон (около 495 года до н. э.), Перикл (род. около 494 года до н. э.) и дочь, чьё имя неизвестно.
На момент женитьбы Ксантипп уже был одним из наиболее влиятельных политиков Афин. Свидетельство Аристотеля («В самом начале, и притом первым, простатом народа сделался Солон […]; когда же была низвергнута тирания, выступил Клисфен, происходивший из рода Алкмеонидов. […] Потом во главе народа стоял Ксанфипп, а во главе знатных — Мильтиад»), по мнению И. Е. Сурикова, означает, что Ксантипп после Клисфена стал предводителем «партии Алкмеонидов». Предположительно это произошло не позднее 496 года до н. э., когда архонтом стал глава партии «друзей тиранов» Гиппарх, сын Харма. Это событие вряд ли могло произойти, если бы в силе оставался враг Писистратидов Клисфен. Ксантипп же не испытывал отрицательных эмоций к бывшим тиранам. Во время его предводительства Алкмеонидами и произошло примирение последних с Писистратидами.
Т. Фигуейра высказал предположение, что Ксантипп участвовал в военных действиях афинян на Эгине. К таким же возможным, но не доказанным, предположениям относится участие Ксантиппа в суде над Мильтиадом в промежутке между 493 и 490-ми годами до н. э. В античных источниках отсутствует информация об участии Ксантиппа в битве при Марафоне 490 года до н. э. Учитывая тот факт, что Ксантипп не только избежал подозрений в помощи персам, которые навлекли на себя Алкмеониды, но и упрочил своё политическое влияние, его непосредственное участие в сражении видится, если и не доказанным, то вполне вероятным.
В 489 году до н. э. Ксантипп обвинил больного Мильтиада в Народном собрании в обмане афинян после неудачной экспедиции на Парос. Хоть сторона обвинения и требовала смертной казни для победителя битвы при Марафоне, афиняне сочли достаточным наложить на стратега громадный по античным меркам штраф в 50 талантов. Процесс против Мильтиада свидетельствует о громадном влиянии Ксантиппа, который смог перед народом обосновать необходимость осуждения человека, который за год до этого спас город от завоевания персами.
Вскоре после «победы» над Мильтиадом у Ксантиппа появился новый противник. Афинский политик Фемистокл смог переподчинить себе демос. В течение десяти лет, в промежутке между битвой при Марафоне и нашествием армии Ксеркса, в ходе пяти остракофорий из Афин были изгнаны основные противники Фемистокла. Остракизм предполагал форму узаконенного изгнания, которой предшествовало голосование в Народном собрании. Целью остракизма было не наказание отдельного гражданина за противоправный поступок, а его устранение из города, так как дальнейшее присутствие в Афинах представлялось опасным либо нежелательным. Ксантипп стал жертвой четвёртой остракофории 484 года до н. э.

## Участие в греко-персидских войнах
В 480 году до н. э. на фоне нашествия персидских войск под командованием Ксеркса подвергнутым остракизму гражданам разрешили вернуться обратно. На момент эвакуации афинян на остров Саламин Ксантипп был в Афинах. Плутарх передаёт историю о том, как собака Ксантиппа, увидев, что её хозяин уплывает, бросилась в воду и плыла рядом с его триремой, а доплыв до берега, умерла от изнеможения. После битвы при Саламине, в которой Ксантипп несомненно принимал участие, его назначили главнокомандующим афинским флотом.
В 479 году до н. э. Ксантипп, по предложению Аристида, вошёл в состав посольства в Спарту. В состав этого посольства, кроме представителя Алкмеонидов Ксантиппа, вошли Филаид Кимон и Керик Миронид. Сразу же после поездки в Спарту Ксантипп отправился к флоту. После битвы при Саламине греки разделили свои силы. Сухопутные войска отправились к Платеям в Беотии. Греки после уничтожения персидского флота при Саламине имели преимущество на море. Ранней весной 479 года до н. э. союзный флот собрался около Эгины. На остров прибыли послы из греческих городов Ионии с просьбой об их освобождении. Они говорили, что как только греческие силы появятся у берегов Ионии, все города восстанут против персидского ига, а на Хиосе уже началось восстание.
Фактически на флоте было двое командующих. Перед вторжением персов руководство греческими силами было возложено на Спарту. Большую часть флота составляли афинские корабли. Главнокомандующим со стороны спартанцев был Леотихид II, афинян — Ксантипп. Между ними сложились хорошие взаимоотношения. Они даже заключили союз гостеприимства-побратимства ксению, которая действовала и между их потомками. Союзный флот отплыл сначала на Делос, а затем к Самосу. Когда персы узнали, что греки на подходе, их флот не рискнул вступить в бой и отплыл из Самоса к материковому побережью. Там экипаж судов соединился с армией, оставленной Ксерксом в Ионии под руководством Тиграна. Персы вытащили корабли на берег и построили укрепление. Узнав о бегстве персов, эллины были в нерешительности относительно дальнейших действий. Одни считали, что нужно плыть домой, другие предлагали направиться к стратегически важному Геллеспонту — проливу между Европой и Азией. В конечном итоге греки решили плыть к материку и сразиться с персами. После этого эллины высадились на берег и стали готовиться к сражению. Во время битвы при Микале Ксантипп проявил себя с наилучшей стороны. Именно возглавляемые им афиняне первыми приняли бой и обратили персов в бегство.
После победы встал вопрос о дальнейшей судьбе ионян. Спартанцы считали, что постоянно защищать Ионию от персов невозможно. Жителей, по мнению Леотихида II, следовало переселить в Грецию. Этому предложению воспротивился Ксантипп. Решение взять в общеэллинский союз освобождённых ионян стало предпосылкой к созданию первого Афинского морского союза и, по мнению И. Е. Сурикова, предопределило историю Эллады в следующие полвека.
После этого Леотихид II с частью флота отплыл в Грецию, а Ксантипп с афинянами отправились к Геллеспонту. Там они осадили наиболее сильную, согласно Геродоту, крепость Сест. Осада затянулась на много месяцев. После того как в городе начался голод, персы сбежали. На следующий день жители Сеста открыли перед афинянами ворота. Одна часть афинского войска вступила в город, другая — пустилась в погоню. Афиняне нагнали персов за рекой Эгоспотамы и в последующей битве их перебили. В числе пленников оказался главнокомандующий Артаикт.

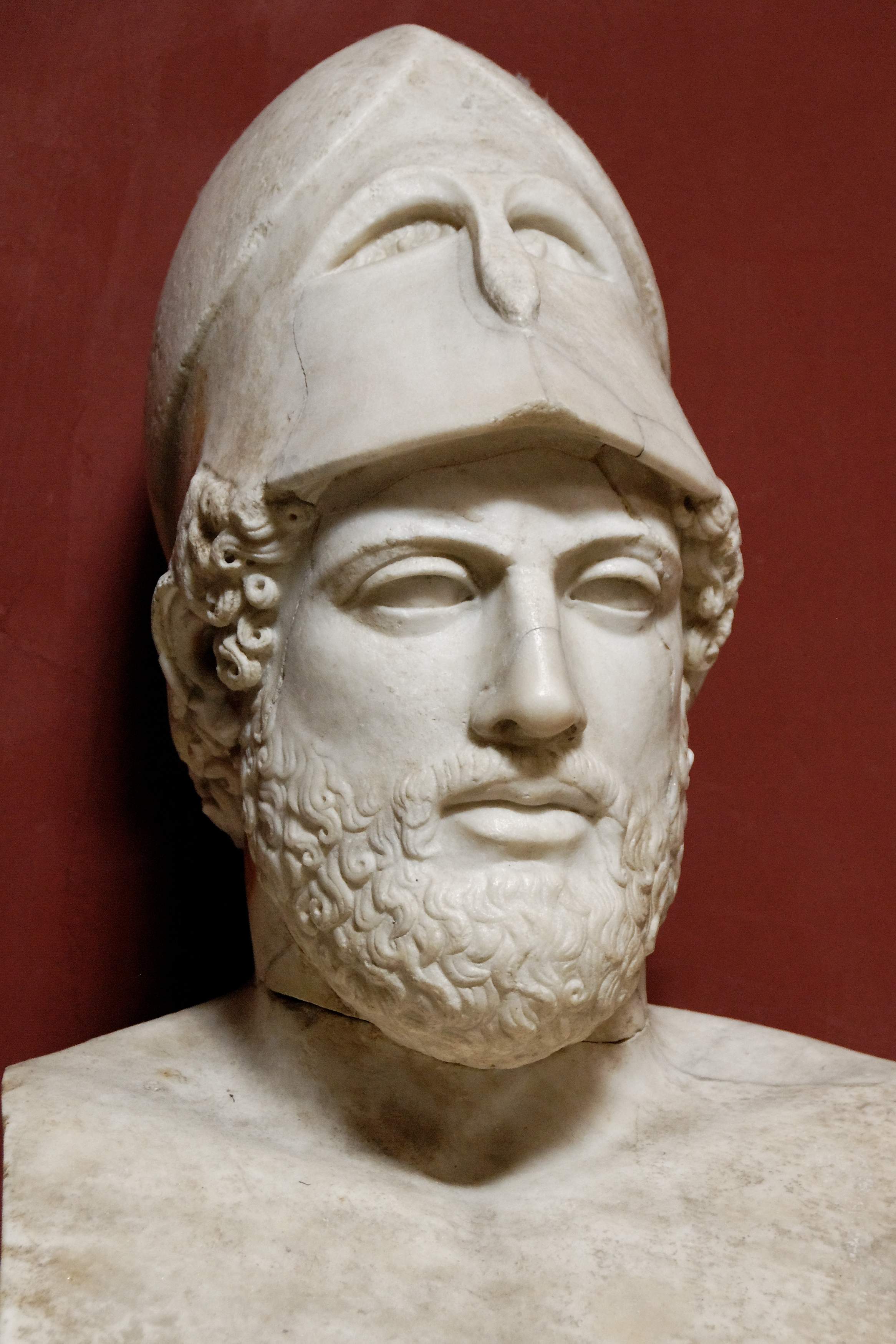
Малое количество исторических работ, освещающих жизнь Ксантиппа, по мнению И. Е. Сурикова, связано в том числе с тем, что полководец оказался «в тени» своего знаменитого сына Перикла

Последнее упоминание о Ксантиппе в античных источниках касается его возвращения в Афины. И. Е. Суриков делает несколько предположений относительно обстоятельств смерти полководца. Первое упоминание о жизни сына Ксантиппа Перикла датируют 472 годом до н. э. В этот год Перикл стал хорегом тетралогии Эсхила, из которой до современников дошли лишь «Персы». Вряд ли столь ответственная обязанность, как хорегия на Великих Дионисиях, была просто так возложена на 22-летнего юношу. По всей видимости Перикл «унаследовал» данную литургию от недавно скончавшегося отца. Таким образом можно предположить, что смерть Ксантиппа наступила в конце 473 — начале 472 годов до н. э. К этому времени Ксантиппу было 53—54 года. Смерть военачальника могла либо наступить от естественных причин, либо стать последствием ранения во время сражения. В этот промежуток времени афиняне вели военные действия против города Карист на Эвбее. Косвенно о смерти Ксантиппа от рук каристян может свидетельствовать информация из Геродота о том, что во время этой войны погиб некий, по всей видимости близкий к Ксантиппу, Гермолик, отличившийся в битве при Микале.

## Память
Поэт Тимокреонт среди ведущих греческих политиков и военачальников своего времени упоминает Ксантиппа. Статую Ксантиппа при описании афинского Акрополя упоминает древнегреческий географ II века Павсаний.
Как подчёркивает И. Е. Суриков, несмотря на то, что Ксантипп являлся крупным политическим деятелем и полководцем, его жизнь и деятельность в историографии освещена весьма скудно. Единственной крупной обобщающей работой на 2000 год была статья в энциклопедии классической древности Паули-Виссова 1967 года. Такое положение обусловлено не только относительно небольшим количеством упоминаний Ксантиппа в античных источниках, но и тем, что он оказался в тени не только своего великого сына Перикла, но и таких знаменитых современников как Клисфен, Клеомен, Мильтиад, Леонид, Фемистокл, Аристид, Кимон и др.